# Je to na nás!

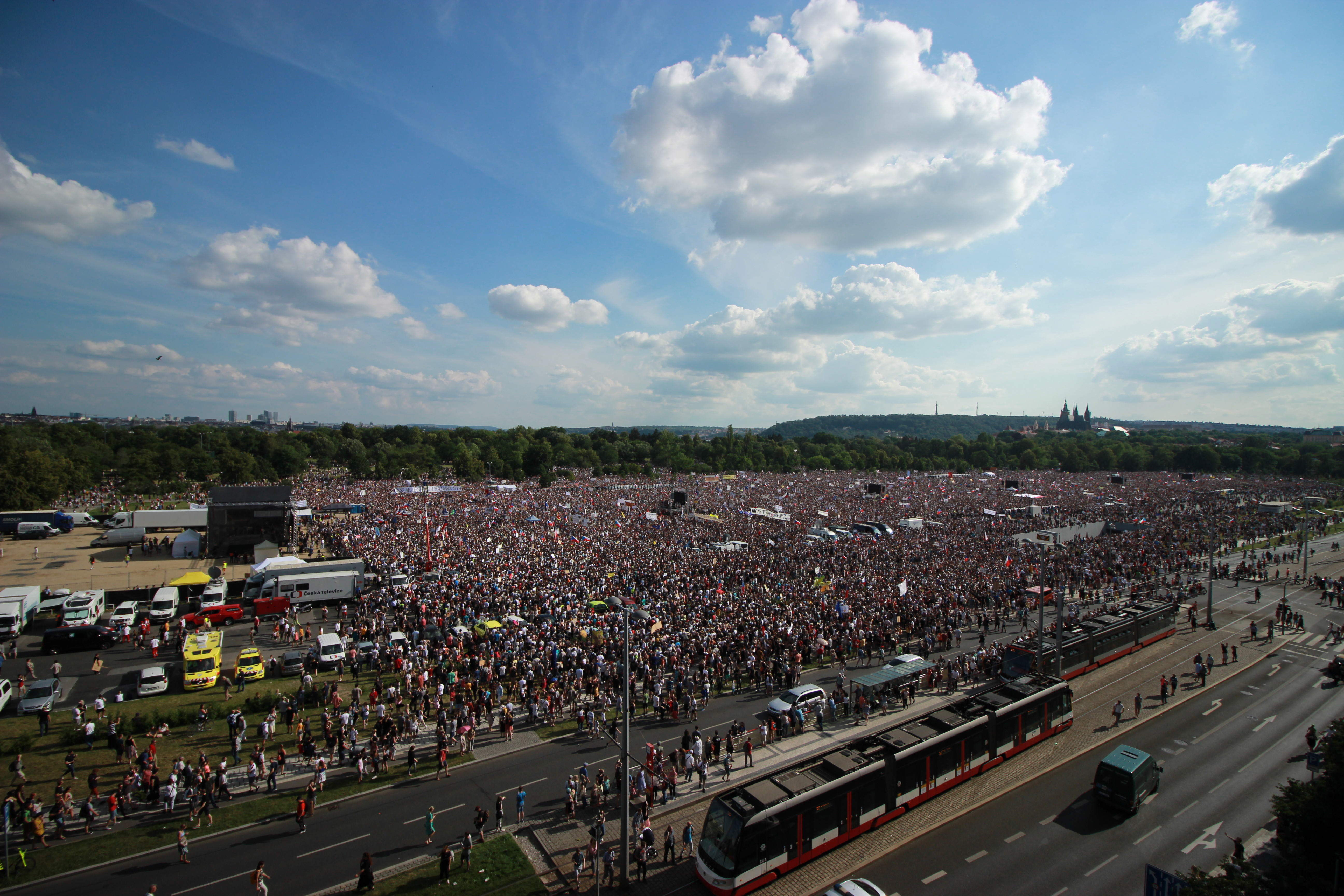
Celkový pohled

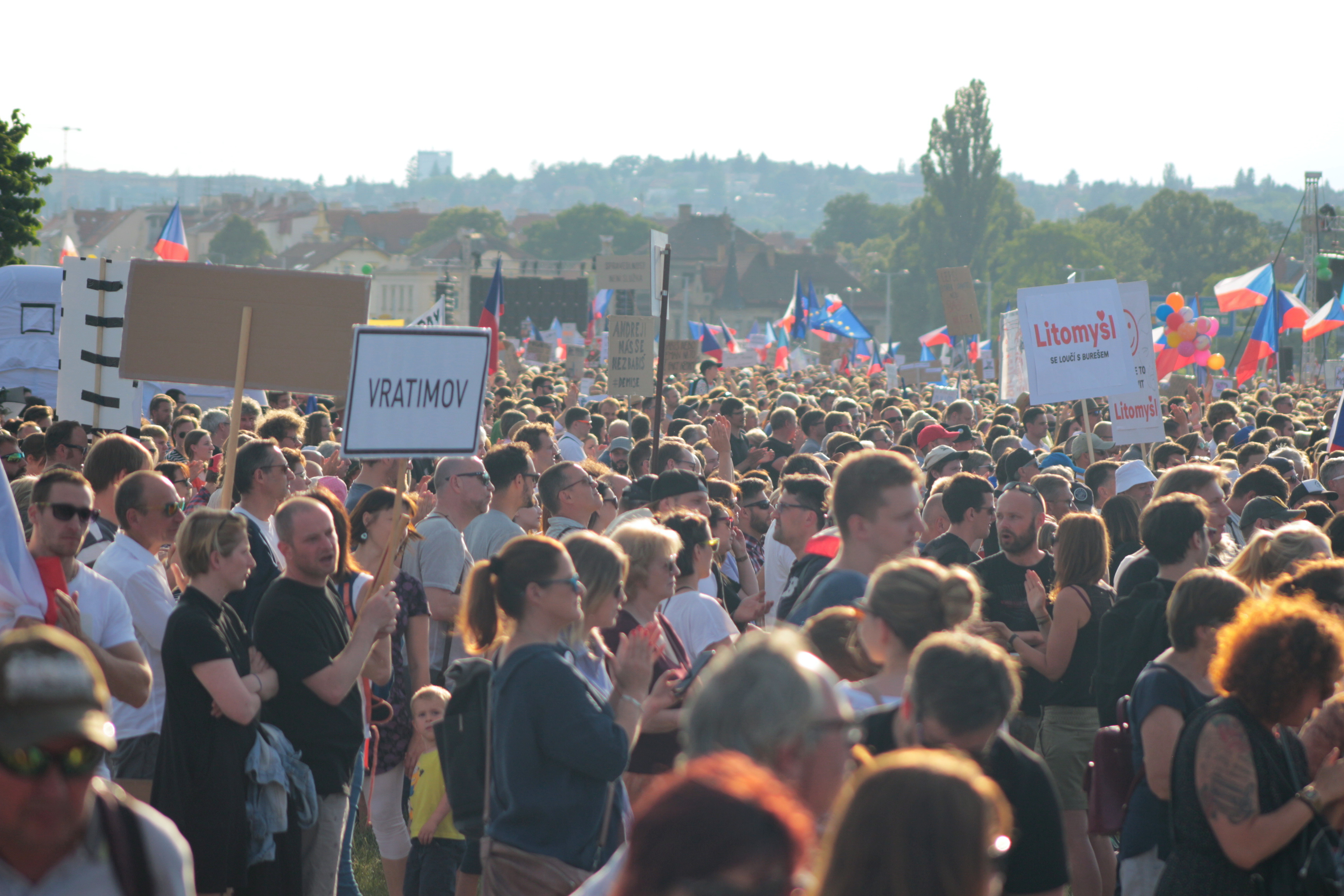
Účastníci demonstrace na Letné

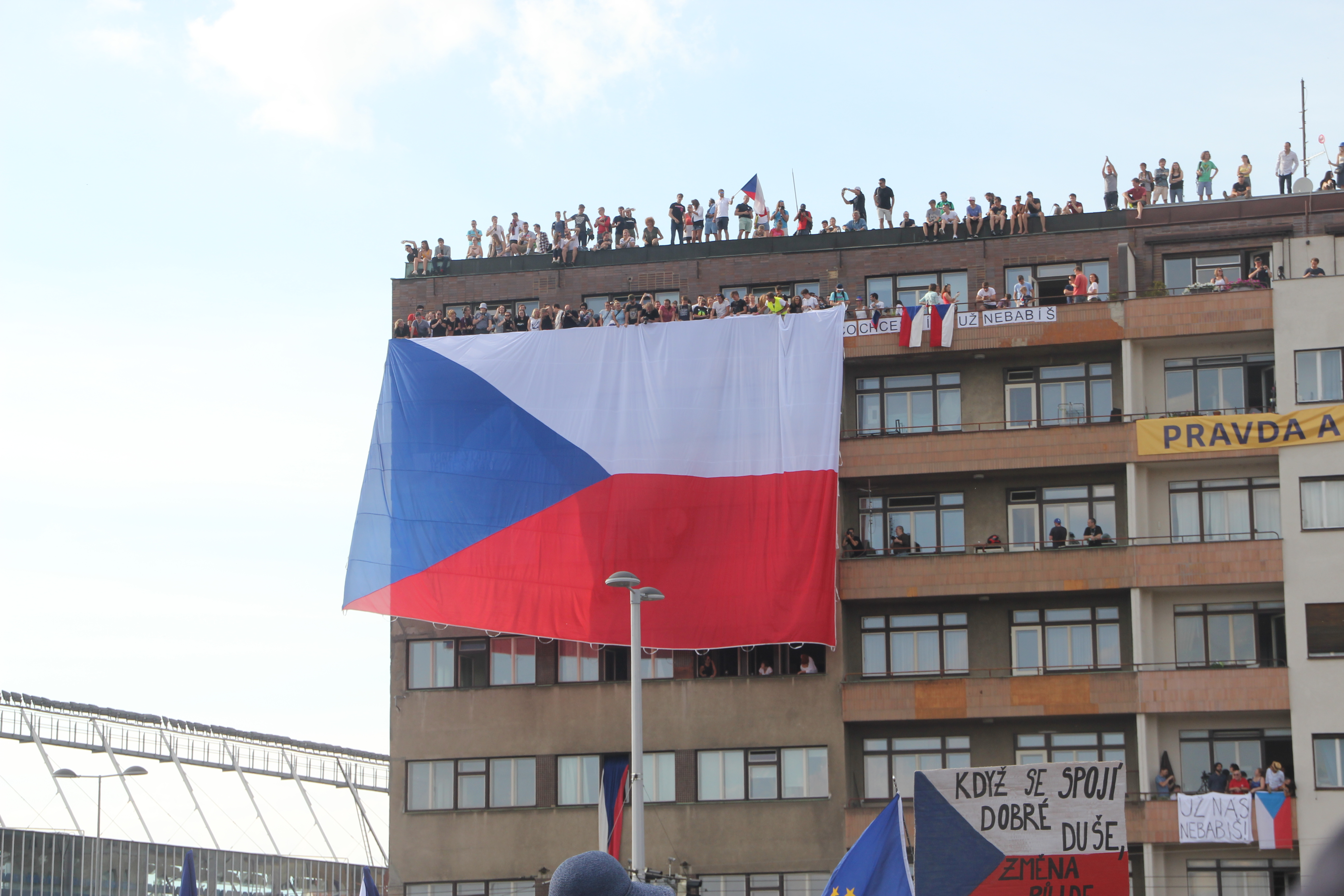
Tři patra vysoká česká vlajka vyvěšená na přilehlém bloku Molochov

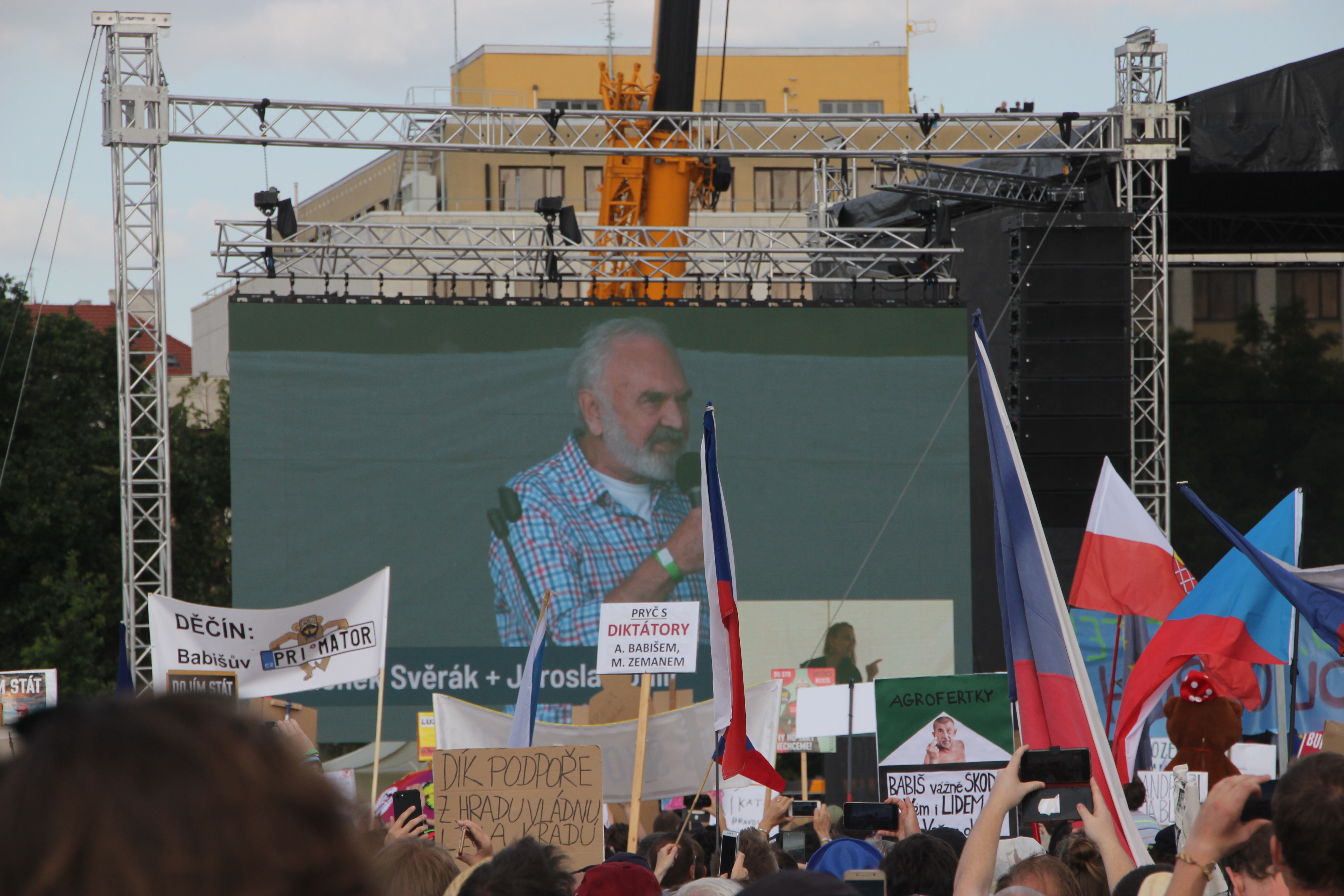
Zdeněk Svěrák pronesl projev a s Jaroslavem Uhlířem zazpívali dvě písně

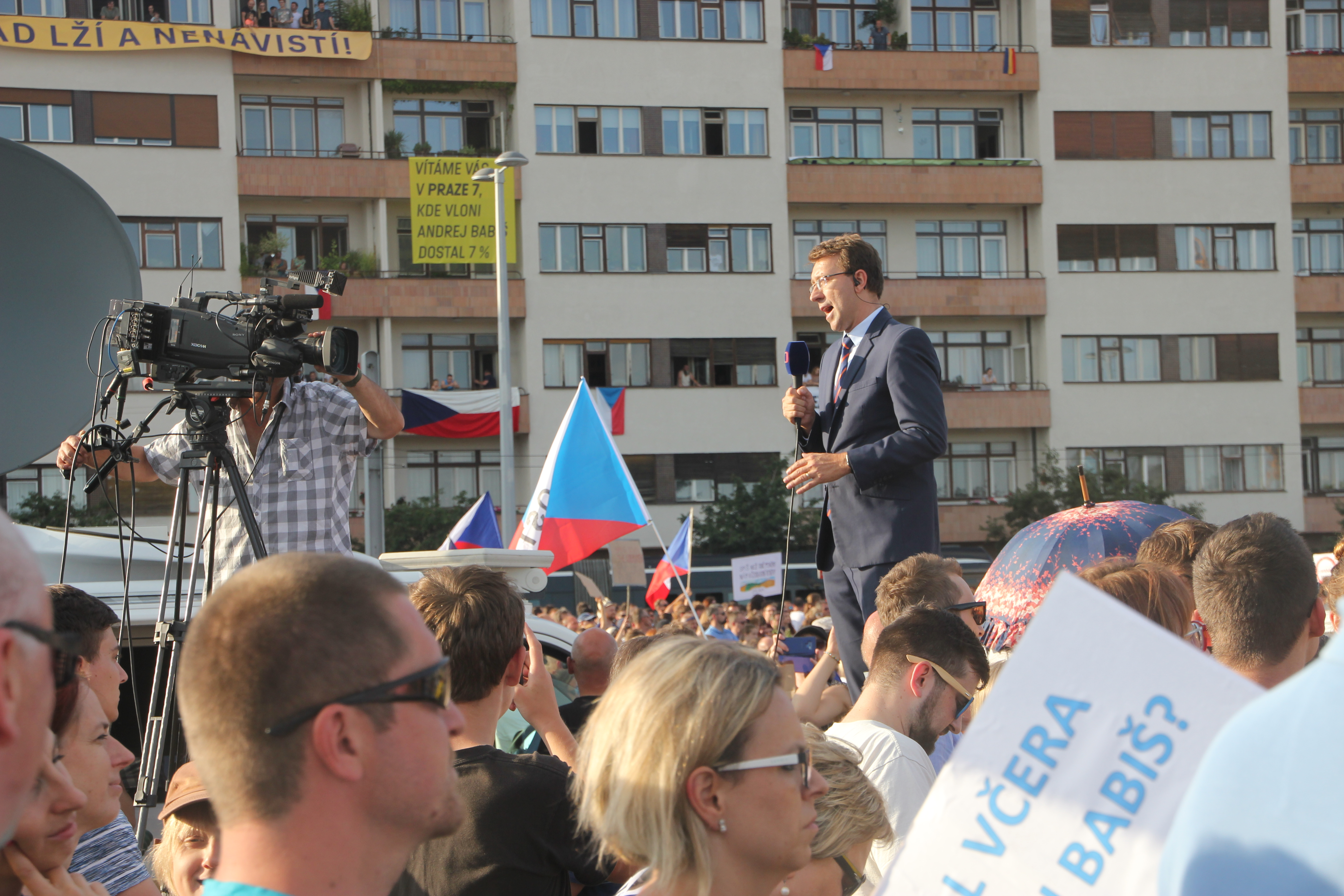
Reportér České televize Jiří Hynek uskutečňuje živý vstup pro zpravodajskou relaci Události

Je to na nás! byla veřejná demonstrace, která se konala 23. června 2019 v Praze na Letenské pláni. Pořádal ji spolek Milion Chvilek. Jednalo se do té doby o největší politickou protestní akci na území Česka od sametové revoluce v listopadu 1989 a tedy i největší od počátku 21. století. V listopadu 2019 se pod vedením téhož pořadatele uskutečnila na stejném místě obdobně velká demonstrace Letná 2 – znovu za demokracii!

## Organizace
Demonstraci naplánovala a vedla občanská iniciativa Milion Chvilek v rámci kampaně Milion chvilek pro demokracii, pro kterou ji zorganizoval produkční Robin Suchánek. Dle odhadu policie se shromáždění zúčastnilo asi 200 000 osob, podle informací mobilního operátora T-Mobile přes 283 000 lidí. Dle transparentů s názvy obcí zde byli zastoupeni občané z celého Česka. Vlály zde nejčastěji prapory České republiky a Evropské unie, ale také moravské vlajky. Několik praporů odkazovalo na krajskou příslušnost demonstrantů a tradici Českého království.
Na hlavním pódiu kromě zástupců pořádajícího spolku Mikuláše Mináře a Benjamina Rolla hovořily a svůj nesouhlas s vládou či politickými poměry v zemi vyjádřily osobnosti kulturního života, např. Zdeněk Svěrák a Jaroslav Uhlíř, Ondřej Havelka, Simona Babčáková, Bára Basiková, Tomáš Klus, Radek Banga ad.

## Protest
Protest se týkal především střetu zájmů předsedy vlády Andreje Babiše, skutečnosti, že je trestně stíhán kvůli podezření na dotační podvody, a jím dosazené ministryně spravedlnosti Marie Benešové. Protesty se týkaly částečně též politiky prezidenta Miloše Zemana, která podle organizátorů a účastníků poškozovala české zájmy.
| „                       | Zeman potřebuje, aby Babiš držel v křesle ministryni Benešovou, která může krýt kriminalitu prezidentových lidí. A Babiš potřebuje, aby měl pojistku v podobě prezidentské amnestie. Babiš bude také potřebovat Zemana, aby ho držel u moci pro případ, že se premiérův střet se spravedlností – českou či evropskou – vyostří. | “ |
| — Marek Švehla, Respekt | |   |

Kromě kritiky samotného premiéra a ministryně Benešové se v davu demonstrantů objevovaly také transparenty kritizující vládní ČSSD za její podporu stávající vládě. Zároveň i někteří její členové či sympatizanti byli mezi protestujícími, např. plzeňský hejtman za ČSSD Josef Bernard uvedl, že se demonstrací účastní, naopak královéhradecký hejtman Jiří Štěpán vyjádřil obavu, že by odchodem ČSSD z vlády vliv Andreje Babiše, a stejně tak vliv SPD a prezidenta Miloše Zemana posílil.

## Program
V rámci programu demonstrace vystoupilo vedle organizátorů i množství osobností veřejného života (herci, zpěváci, kněží, spisovatelé, chartisté, youtubeři) a zástupci některých sympatizujících iniciativ z Česka i zahraničí. Na pódiu nakonec vystoupilo celkem 30 hostů. Průběh akce byl živě přenášen po internetu pořadateli i sdělovacími prostředky (Česká televize, Televize Seznam). Následující přehled shrnuje program akce (u jednotlivých vystoupení jsou uvedeny přibližné časy jejich začátku podle videozáznamu):
- 16.30 zahájení (Benjamin Roll)
- 16.37 uvedení (Robert Elva Frouz)
- 16.40 Mikuláš Minář: proč jsme tady a co chceme
- 16.50 Tomáš Klus
- 16.57 vzkazy: Václav Malý, Dana Němcová, Zuzana Čaputová
- 16.59 Bohumil Kartous: mocenský blok Andrej Babiš + Miloš Zeman
- 17.06 Filip Rajmont: prohlášení herců Národního divadla
- 17.09 slam: Anatol Svahilec  a Tukan
- 17.17 Daniel Pitek, Jan Piňos a Jaroslav Šebek: zemědělství, ničení přírody, prohlášení Asociace soukromých zemědělců
- 17.32 Vladimír Mišík
- 17.37 Martin Myšička: Demokracie x populismus 1 (přednes textu Petra Pitharta)
- 17.42 Jiří Padevět: Demokracie x populismus 2
- 17.48 Eva Lee: vzkaz z Hongkongu + Anna Pchálková: vzkaz od krajanů v zahraničí
- 17.55 Benjamin Roll: vztah současné společnosti a politických stran
- 18.04 Zdeněk Svěrák a Jaroslav Uhlíř
- 18.14 pět vět na téma „Co bych přál sám sobě a co bych přál nám všem“: Jan Povýšil, Krištof Kintera, Ondřej Havelka, Sandra Pogodová, Bára Basiková, Radek Banga, Martina Špinková, Karel „Kovy“ Kovář, Simona Babčáková
- 18.34 Trio Víti Troníčka: Naděje zlátne
- 18.40 Mikuláš Minář: závěrečné poselství
- 18.59 Manifest „Je to na nás“ (Alena Rybníčková)
- 19.01 závěr a hymna

## Odezva
Událostem v Praze věnoval hlavní zpravodajský pořad Události na České televizi téměř třetinu svého času. Kromě českých médií si situace v Česku všímala také ta zahraniční, např. britský The Independent, BBC, americký deník The New York Times či televizní stanice CNN, francouzský Le Monde, německé deníky Frankfurter Allgemeine Zeitung, Süddeutsche Zeitung a další i rakouský server Der Standard, polská televize TVP, server Politico.eu či anglická verze arabské televize Al Jazeera.
Někteří komentátoři zahraničních médií vyzdvihovali pokojnou a přátelskou atmosféru demonstraci, která – na rozdíl od demonstrací ve Varšavě – „připomínala spíše velký piknik“ (Gazeta Wyborcza).
Domácí politologové Tomáš Lebeda či Lubomír Kopeček soudili, že demonstrace byla nepříjemnou situací představující poškozenou image předsedy vlády Babiše u části české veřejnosti i v zahraničí. Nedomnívali se však, že by vedla k premiérově demisi.

### Reakce politiků
Předseda vlády Andrej Babiš již v sobotu před demonstrací uvedl, že byl zvolen ve volbách a že by předčasné volby neprospěly. V den demonstrace se vyjádřil, že nerozumí tomu, proti čemu lidé protestují. Některé projevy pak označil za neuvěřitelné. V rozhovoru pro Lidové noviny uvedl, že nebude odstupovat, že nic nezákonného neudělal a vyhrál šestery volby, rovněž ministryně spravedlnosti Marie Benešová podle jeho slov „udělala vše pro zajištění nezávislosti justice“. V pondělí 24. června na Konferenci ekonomických diplomatů v Černínském paláci v závěru svého projevu řekl: „Tolik peněz, co naše vláda napumpovala do ekonomiky, platů, investic, vědy a výzkumu, sociálu. Člověk má z toho pocit, že čím víc peněz pumpujeme, tím víc jsou lidé nespokojeni. Je to zvláštní situace.“
Ministryně Marie Benešová se v úterý 25. června sešla se zástupci platformy Rekonstrukce státu a po schůzce k demonstracím uvedla, že jí nejsou příjemné, ale musí s nimi bohužel žít. Připustila, že „možná nebylo šťastné, že mě dávali zrovna do té funkce, ale rozhodně jsem neměla nikdy za cíl ubližovat státním zástupcům“. Jedna z výtek demonstrantů vůči Marii Benešové byla obava, že z pozice ministryně spravedlnosti bude zasahovat do činnosti státních zástupců a dalších orgánů v kauzách dotýkajících se ministerského předsedy Babiše, konkrétně např. že by mohla odvolat nejvyššího státního zástupce Pavla Zemana. Ministryně jen dva dny před demonstrací představila návrh zákona, který podle ní měl chránit nezávislost státních zástupců. Opozice a občanské iniciativy přitom kritizovaly dvě hlavní závady tohoto návrhu: jednak že by všechny vedoucí státní zástupce navrhovala a schvalovala komise, v níž by měli většinu političtí zástupci ministerstva spravedlnosti, jednak že by zákon vešel v platnost až od roku 2022, takže by do té doby platil stávající zákon, umožňující vládě kdykoli bez důvodu nejvyššího státního zástupce odvolat. Po demonstraci a po schůzce s Rekonstrukcí státu bylo oznámeno, že by v komisi neměla být politická nadvláda a že by nový zákon měl začít platit už od roku 2020.
Předseda ČSSD a vicepremiér Babišovy vlády Jan Hamáček uvedl, že s některými názory zaznívajícími na demonstraci se lze shodnout, s jinými ne. Prohlásil, že „nezávislost justice je prioritou sociální demokracie a celé vlády“, jedinou změnu by však podle něj mohly přinést volby, neboť hnutí ANO stojí za svým předsedou na postu premiéra. Potvrdil, že stále platí koaliční smlouva a předsednictvo jeho strany rozhodlo o pokračování ve vládním projektu „za jasně stanovených podmínek“. Z pozice ministra vnitra Hamáček ocenil, že demonstrace proběhla bez jakýchkoli excesů.
Úřadující prezident Miloš Zeman již před demonstrací na sobotním setkání s premiérem Babišem 22. června vyjádřil jemu a jeho vládě podporu. V úterý 25. června v Jihlavě pak prohlásil, že zatímco v roce 1989 lidé demonstrovali za svobodné volby, nyní demonstrovali proti výsledkům voleb. Zároveň vyslovil přesvědčení, že sněmovní opozice nemá dostatek hlasů pro vyjádření nedůvěry vládě a vláda Andreje Babiše vydrží do konce volebního období.
Bývalý prezident Václav Klaus v pořadu TV Prima Partie kolem poledne 23. června uvedl, že na demonstraci protestuje „hrstička zneuznaných lidí, kteří jsou nespokojení, frustrovaní z toho, co se někdy kolem nich děje, že nevyhráli volby.“ Již v průběhu akce na Klausova slova reagoval Radek Banga na pódiu vyburcováním ke skandovanému „Nejsme hrstka!“ Klaus také v pořadu tvrdil, že se jedná o demonstrace organizované, manipulované, na které se sváží zadarmo lidé, kteří dostávají zaplaceno. Zbyněk Ziggy Horváth, písničkář a aktivista ze Zlína, na něj podal trestní oznámení pro podezření z trestného činu pomluvy, další oznámení podala řada demonstrantů. V úterý 25. června Klaus uvedl, že tu informaci dostal před rozhovorem na Primě z několika zdrojů, a pokud se nezakládá na pravdě, pak se za její použití omlouvá. Policie dospěla k závěru, že Klaus trestný čin pomluvy nespáchal, mimo jiné pro nemožnost ověření pravdivosti či lživosti jeho výroku kvůli značnému množství demonstrantů, lze však postupovat občanskoprávní cestou a požadovat např. omluvu.